# Teatro Ayacucho
El Teatro Ayacucho es un teatro cine ubicado en la parte central de la ciudad de Caracas, específicamente en la parroquia catedral del Municipio Libertador al oeste del distrito metropolitano de Caracas, al norte de Venezuela.
Fue establecido el 19 de diciembre de 1925, siendo el segundo cine más antiguo de Caracas y Venezuela tras el Teatro Rialto (inaugurado en 1917).
Su diseño es obra del arquitecto venezolano Alejandro Chataing, actualmente el espacio también alberga un minicentro comercial, y su función principal es la de exhibición de películas. Fue declarado monumento histórico nacional en el año 1994.